# Бохула
Бохула или Бохуля (произнасяно в местния диалект Боула, на македонска литературна норма: Бохула) е село в Северна Македония, в Община Кавадарци.

## География
Селото е разположено в южната част на страната, в северните склонове на планината Кожух.

## История
В XIX век Бохула е село в Тиквешка каза на Османската империя. Селската църква „Свети Атанасий“ е от 1879 г. Според статистиката на Васил Кънчов („Македония. Етнография и статистика“) от 1900 г. Боуле или Бухля има 880 жители, от тях 460 българи мохамедани, 405 българи християни и 15 цигани.
Цялото християнско население на селото е под върховенството на Българската екзархия. По данни на секретаря на екзархията Димитър Мишев („La Macédoine et sa Population Chrétienne“) в 1905 година във Бухлия (Bouhlia) има 384 българи екзархисти.
По данни на българското военно разузнаване в 1908 година:
| „ | Богуля [е] единственото турско [помашко] село в цялата планинска част на района. Жителите им са диви и зли спрямо християните. То брои около 200 къщи турци и около 8 християнски. Преди една година тук е пренесен мюдюрлъкът от Рожден. Говорят, че в скоро време ще се съедини с телеграфна линия с Кавадар. | “ |

При избухването на Балканската война в 1912 година 3 души от Боуле са доброволци в Македоно-одринското опълчение.

## Личности
Родени в Бохула
- Атанас Мишев (1889 – ?), македоно-одрински опълченец, четата на Лазар Делев[6]
- Васил Булски, български революционер, подвойвода на Кавадарската контрачета[7]
- Костадин Тасев (1892 – ?), македоно-одрински опълченец, 1 рота на 3 солунска дружина, ранен на 17 юни 1913, носител на орден „За храброст“ IV степен[8]
- Никола (Коле) Петков (1892 – ?), македоно-одрински опълченец, 4 рота на 3 солунска дружина[9]